# Pseudocosmetura
Pseudocosmetura is een geslacht van rechtvleugeligen uit de familie sabelsprinkhanen (Tettigoniidae). De wetenschappelijke naam van dit geslacht is voor het eerst geldig gepubliceerd in 2010 door Liu, Zhou & Bi.

## Soorten
Het geslacht Pseudocosmetura omvat de volgende soorten:
- Pseudocosmetura anjiensis Shi & Zheng, 1998
- Pseudocosmetura curva Shi & Bian, 2012
- Pseudocosmetura fengyangshanensis Liu, Zhou & Bi, 2010
- Pseudocosmetura multicolora Shi & Du, 2006
- Pseudocosmetura nanlingensis Shi & Bian, 2012